# بخش شهیون
بخش شهیون یکی از بخش‌های چهارگانه شهرستان دزفول در استان خوزستان است. بخش شهیون در سال ۱۳۸۷ از منطقه سردشت جدا گردیده و مستقل شد.

## تقسیمات کشوری
- بخش شهیون
  - دهستان احمد فداله
  - دهستان امامزاده سیدمحمود
  - دهستان دره‌کاید
  - دهستان سید ولی‌الدین
  - دهستان شهی

• شهر: شهیون

## جمعیت
جمعیت بخش شهیون بر اساس آخرین سرشماری ۱۲۵۰۰ نفر بوده است که البته جمعیت کنونی این بخش بیشتر از این مقدار می‌باشد.

## مردم‌شناسی
مردمان این بخش به زبان لری بختیاری صحبت می‌کنند.

## جغرافیا
- این بخش با ۷ شهرستان و ۳ استان هم‌مرز است:
  - از شمال‌شرقی با شهرستان کوهرنگ (استان چهارمحال و بختیاری)

** از شمال با شهرستان الیگودرز (استان لرستان)
** از شمال‌غربی با شهرستان خرم‌آباد (استان لرستان)
** از غرب و جنوب‌غربی با شهرستان اندیمشک (استان خوزستان)
** از جنوب با شهرستان دزفول (استان خوزستان)
** از جنوب شرق با شهرستان لالی (استان خوزستان)
** از شرق با شهرستان اندیکا (استان خوزستان)

###### == راه‌های زمینی ==
- راه آسفالته دزفول - شهیون به مسافت تقریبی ۷۵ کیلومتر تا روستای لیوس کشیده شده و مسافت آن تا اولین روستا یعنی بیشه‌بزان ۲۰ کیلومتر می‌باشد.
- راه آسفالته شهیون - سردشت (جاده میانه) به مسافت ۳۳ کیلومتر از سردشت تا مرکز بخش شهیون کشیده شده است.

## مشاغل
مشاغل عمده این منطقه کپوبافی، کشاورزی، دامداری، باغبانی، صیادی و قایقرانی در دریاچه شهیون است.

## صنایع‌دستی
- چوقا لیوس: نوعی خاص از چوقای بختیاری که در منطقه لیوس بخش شهیون بافته می‌شد که به چوقای لیوسی معروف است و در گذشته نمونه پنبه‌ای آن را برزگرها و کارگرهای بختیاری بر تن می‌کردند. امروزه نیز این نوع چوقا هنوز دارای شهرت بوده و در مراسم، همایش‌ها و یادبودها مورد استفاده قرار می‌گیرد. در حقیقت خاستگاه چوقای بختیاری از روستای لیوس است.
- کپوبافی: از صنایع دستی رایج منطقه است و برای مردم منطقه نه تنها سرشار از هنر و ذوق است، بلکه راهی برای امرار معاش خانواده‌های روستایی نیز می‌باشد. محصولات تولیدی کپوی به نقاط مختلف کشور صادر می‌شود. اهالی روستای پامنار از تیره شهایی طایفه شهی در حقیقت اولین بافندگان کپو بوده‌اند و بخش شهیون و روستای پامنار به‌عنوان مهد کپو ایران معرفی شده‌اند.
- قالی بختیاری: گونه‌ای قالی ایرانی است که در همین خطه یافت و تولید می‌شده است. در همهٔ شهر و روستاهای سرزمین بختیاری فرش بافی رایج است این کار از دیر باز به صورت سنتی انجام می‌شده و بیشتر توسط زنان و دختران در خانه انجام می‌شود.
  - از فرشهای معروف که امروز در اروپا و بخصوص آمریکا خواهان زیاد دارد فرش چالشتر، قهفرخ، شهرکرد، شلمزار و… می‌باشد.

## گردشگری
نقاط بسیار زیبای طبیعی شهیون، این منطقه را به یکی از مناطق پر جاذبه شهرستان دزفول و استان خوزستان از نظر گردشگری تبدیل کرده است. از مناطق گردشگری و تفریحی آن می‌توان به دریاچه شهیون، قلعه شاداب (دژ شهی)، کول خرسان (دره ارواح)، بقعه صوفی‌احمد، کنارستان، بیشه دیونی، آبشار شِوی، رود بختیاری، چال‌کندی، دریاچه تمی، کوه‌های سالن، سگریون، لنگر، اسفندیاری و… اشاره کرد.
- - در زیر تعدادی از مناطق گردشگری این بخش زیبا و توریستی را معرفی می‌کنیم:

### قلعه شاداب (دژ شهی)
قلعه شاداب یک قلعه طبیعی است که در ۴۰ کیلومتری شمال شهرستان دزفول در بخش شهیون با ارتفاع ۸۵۰ متر از سطح دریا و با مساحت حدود ۱۰۰۰۰ هکتار واقع شده است که از ضلع غربی مشرف به رودخانه دز، از شمال به روستاهای اسلام‌آباد (پای‌قلعه) و پامنار، از جنوب به کول خرسان و از شرق به روستای بیشه‌بزان منتهی می‌گردد و از چهار ضلع به وسیله دره‌های بسیار عمیق محصور شده است. ارتفاع دیواره‌های آن در کمترین ناحیه ۲۵ الی ۳۰ متر و در بلندترین ناحیه به بیش از ۴۰۰ متر می‌رسد. تنها راه ارتباطی این قلعه طبیعی از طریق دروازه‌ای مقدور می‌باشد که در ضلع شمالی آن و در مجاورت روستای اسلام‌آباد قرار دارد.
گونه‌های گیاهی: بلوط، بادام کوهی، انجیر، نخل، رملیک و کنار گونه‌های جانوری: بزکوهی، پلنگ، خرس، کفتار، روباه، خرگوش، تش، جوجه‌تیغی، گراز و کل می‌باشد.[۵]
این قلعه دارای مناطق تاریخی، باستانی و معماری سنتی است که باید ثبت ملی شود.

### آبشار شوی
آبشار شِوی یکی از بزرگ‌ترین و زیباترین آبشارهای ایران در رشته کوه‌های زاگرس است. این آبشار در قسمت شمالی بخش شهیون واقع شده است. ارتفاع آبشار ۱۰۰ متر و عرض آن ۴۰ متر است. آب آن پس از عبور از کوه‌ها و دره‌ها، به رود دز می‌ریزد. بهترین زمان بازدید از آبشار شوی که در زبان لری بختیاری به معنای لطافت می‌باشد، ابتدای فصل بهار و خصوصاً فروردین ماه می‌باشد که طبیعت این منطقه دارای سرسبزی و طراوت دو چندان است و هنوز هوا گرم نشده است.[۶]
پوشش گیاهی اطراف این آبشار، تشکیل شده از درختانی مانند بید، انجیر، انگور، زبان‌گنجشک، افرا، کیکم و بلوط است. در زیر آبشار و بر روی دیواره‌های آن گیاه سیاه وشان و سایر گیاهان آب دوست روییده است. در نزدیکی این آبشار، آبشار بزرگ دیگری وجود دارد که گاه از آن به آبشار دوم شوی یاد می‌شود. سالیانه صدها نفر از میهمانان ایرانی و جهانگردان خارجی در فصل بهار به شهیون دزفول آمده و به دیدن این آبشار می‌روند. برای رسیدن به آبشار شوی سه مسیر وجود دارد.
مسیر اول از سمت منطقه شهیون دزفول و روستای لیوس است
مسیر دوم نیز از سمت شهیون دزفول و روستای تله‌ملا می‌باشد
مسیر سوم از طریق ایستگاه راه‌آهن تله زنگ است.
در مسیر اول و دوم از دزفول به سمت منطقه شهیون مسیری مناسب و ماشین رو قرار دارد که تا نزدیکی آبشار ادامه دارد و پس از آن یکی دو ساعت کوهنوردی ساده‌ای که مسیری بسیار خوش منظره دارد با گذر از روستای شوی و یک آبشار کوچک و زیبایی به آبشار شوی خواهید رسید.
یکی از خصوصیات آبشار شوی این است که تا چند صد متری آبشار هیچ نشان و خبری از آبشار نیست و بعد از عبور از یک پیچ در منطقه‌ای کوهستانی با شیب‌های تند به یکباره و پس از عبور از پیچی دیگر، آبشاری زیبا در برابر شما نمایان می‌گردد.

### کول خرسان (دره ارواح)
اشکفت زرده (کول خرسان) در کیلومتر ۱۸ جاده شهیون-دزفول سمت غرب جاده در مجاورت روستای بیشه‌بزان واقع شده است که دارای آب دائمی، آبشار، بیشه زار و انواع روییدنی‌های خاص منطقه می‌باشد و از دو مسیر قابل دسترسی می‌باشد. روستای بیشه‌بزان و روستای اسلام‌آباد.

## زمین‌شناسی
منطقه شهیون از نظر زمین‌شناسی به دو قسمت شمالی و جنوبی تقسیم می‌شود.
قسمت جنوبی آن از انتهای گلال حیدری در جنوب بخش ۵ معروف به دره کو گرگ شروع و تا قلعه شاداب (Shadab)و روستای بیشه‌بزان ادامه دارد. این قسمت از منطقه را کنگلومرا که شامل قلوه سنگ‌های ریز و درشت با سیمانتاسیون شن و ماسه پوشیده شده است.
سازند کنگلومرای بختیاری ویژگی رسوبات آبرفتی–کوهپایه‌ای حاصل از فرسایش ارتفاعات را دارد که بیشتر شاملکنگلومرا و ماسه‌سنگ آهکی است که گاهی به صورت هم‌شیب و گاهی دگرشیب بر روی سازندهای کهن‌تر نهشته شده است.
از ویژگی‌های مهم این منطقه وجود دره‌های عمیق و دیدنی می‌باشد که مناظری بدیع از خلقت را نمایان می‌سازد.
قسمت شمال منطقه را سازند آغاجاری تشکیل می‌دهد. جنس این سازند به‌طور متناوب شامل مارن‌های سرخ رنگ همراه با لایه‌های سیلتی و ماسه سنگ‌های ریزدانه است.
سن این سازند میوسن بالایی تا پلیوسن است. این منطقه ادامه رشته کوه‌های زاگرس بوده که هرچه به مرکز منطقه نزدیک شویم تپه ماهورها، صخره‌ها و تخته سنگ‌های ماسه‌ای را تشکیل می‌دهد. این منطقه به دلیل وجود کوهپایه‌ها، دره‌های آبرفتی و چشمه‌هایی که در اغلب سال پربار اند، سرسبزی و زیبایی خیره‌کننده‌ای را در بیشتر فصول سال دارند.
به علت نزدیکی این منطقه به کوه‌های زاگرس در شمال و جلگهٔ گرم خوزستان در جنوب، گونهٔ آب و هوایی متفاوتی در این منطقه وجود دارد. بادی که از جنوب شرق می‌وزد در تابستان هوا را گرم و زمستان معتدل، و باد شمال غربی در تابستان هوا را معتدل و زمستان را سرد می‌نماید.